# Thecamoebida
Thecamoeba es un orden de protistas del grupo Amoebozoa. Son amebas aplanadas con contornos suaves, oblongas, estriadas o rugosas, con una profunda
media luna hialina anterolateral. La superficie celular es arrugada, a menudo con pliegues dorsales longitudinales. La cubierta celular es fina, densa, amorfa o presenta una capa basal amorfa.